# Молочківська сільська рада
Молочківська сільська рада — колишня адміністративно-територіальна одиниця та орган місцевого самоврядування у Янушпільському, Чуднівському, Бердичівському і Любарському районах Житомирської і Бердичівської округ, Вінницької й Житомирської областей Української РСР та України з адміністративним центром у с. Молочки.

## Населені пункти
Сільській раді були підпорядковані населені пункти:
- с. Молочки
- с. Мотрунки

## Населення
Кількість населення ради, станом на 1923 рік, становила 1 717 осіб, кількість дворів — 375.
Відповідно до перепису населення СРСР, станом на 17 грудня 1926 року, чисельність населення ради становила 1 824 особи, з них, за статтю: чоловіків — 901, жінок — 923, етнічний склад: українців — 1 778, євреїв — 3, поляків — 33, чехів — 6, інших — 4. Кількість господарств — 380, з них несільського типу — 8.
Відповідно до результатів перепису населення СРСР, кількість населення ради, станом на 12 січня 1989 року, становила 862 особи.
Станом на 5 грудня 2001 року, відповідно до перепису населення України, кількість мешканців сільської ради становила 799 осіб.

## Склад ради
Рада складалася з 12 депутатів та голови.

### Керівний склад сільської ради
| ПІБ                         | Основні відомості                                                 | Дата обрання | Дата звільнення |
| --------------------------- | ----------------------------------------------------------------- | ------------ | --------------- |
| Кривіцький Петро Михайлович | Сільський голова, 1948 року народження, освіта, безпартійний      | 26.03.2006   | 31.10.2010      |
| Патей Іван Володимирович    | Сільський голова, 1971 року народження, освіта вища, безпартійний | 31.10.2010   |                 |

Примітка: таблиця складена за даними джерела

## Історія
Створена 1923 року в складі сіл Молочки і Татаринівка Красносільської волості Полонського повіту Волинської губернії.
Станом на 1 вересня 1946 року сільська рада входила до складу Янушпільського району Житомирської області, на обліку в раді перебували села Костянтинівка та Молочки, с. Татаринівка не перебувало на обліку населених пунктів.
11 серпня 1954 року, відповідно до указу Президії Верховної ради Української РСР «Про укрупнення сільських рад по Житомирській області», до складу ради приєднано с. Мотрунки ліквідованої Мотрунківської сільської ради Янушпільського району. 29 червня 1960 року с. Костянтинівка зняте з обліку.
На 1 січня 1972 року сільська рада входила до складу Чуднівського району Житомирської області, на обліку в раді перебували села Молочки та Мотрунки.
Ліквідована у 2016 році в зв'язку з об'єднанням до складу Краснопільської сільської територіальної громади Чуднівського району Житомирської області.
Входила до складу Янушпільського (7.03.1923 р.), Чуднівського (28.11.1957 р., 8.12.1966 р.), Бердичівського (30.12.1962 р.) та Любарського (4.01.1965 р.) районів.